# Championnats de France de natation 2015
Navigation
Chartres 2014 Montpellier 2016
Les Championnats de France de natation en grand bassin 2015 se déroulent du 31 mars au 5 avril 2015 à Limoges, dans le département de la Haute-Vienne.
Lors de ces championnats, Charlotte Bonnet réalise un grand chelem : 5 titres en 5 courses.
Deux records de France sont battus :
- Béryl Gastaldello (50 mètres dos) en 28 s 10 ;
- Lara Grangeon (400 mètres 4 nages) en 4 min 37 s 55.

## Résultats
Ces championnats sont qualificatifs pour les Championnats du monde de Kazan 2015 qui se dérouleront du 17 juillet au 2 août 2015. Les nageurs qualifiés sont suivis d'un (Q).
Pour se qualifier, il faut satisfaire 2 conditions :
- terminer dans les 2 premiers de la finale
- réaliser les minima suivants

| Discipline     | Dames          | Hommes         |
| -------------- | -------------- | -------------- |
| 50 m           | 25 s 23        | 22 s 25        |
| 100 m          | 54 s 90        | 48 s 90        |
| 200 m          | 1 min 58 s 70  | 1 min 48 s 37  |
| 400 m          | 4 min 09 s 80  | 3 min 49 s 50  |
| 800 m          | 8 min 34 s 30  | 7 min 57 s 69  |
| 1500 m         | 16 min 26 s 40 | 15 min 13 s 98 |
| 50 m dos       | 28 s 60        | 25 s 40        |
| 100 m dos      | 1 min 01 s 25  | 54 s 40        |
| 200 m dos      | 2 min 11 s 10  | 1 min 58 s 50  |
| 50 m brasse    | 31 s 50        | 27 s 58        |
| 100 m brasse   | 1 min 08 s 36  | 1 min 00 s 44  |
| 200 m brasse   | 2 min 27 s 90  | 2 min 11 s 71  |
| 50 m papillon  | 26 s 54        | 23 s 53        |
| 100 m papillon | 58 s 90        | 52 s 52        |
| 200 papillon   | 2 min 09 s 40  | 1 min 57 s 00  |
| 200 m 4 nages  | 2 min 13 s 98  | 1 min 59 s 99  |
| 400 m 4 nages  | 4 min 44 s 50  | 4 min 19 s 00  |

### Podiums hommes
| Discipline | Or                        | Temps          | Argent              | Temps          | Bronze               | Temps          |
| Nage libre | Nage libre                | Nage libre     | Nage libre          | Nage libre     | Nage libre           | Nage libre     |
| ---------- | ------------------------- | -------------- | ------------------- | -------------- | -------------------- | -------------- |
| 50 m       | Florent Manaudou (Q)      | 21 s 70        | Clément Mignon (Q)  | 22 s 08        | Fabien Gilot         | 22 s 13        |
| 100 m      | Jérémy Stravius (Q)       | 48 s 50        | Fabien Gilot (Q)    | 48 s 53        | Clément Mignon       | 48 s 58        |
| 200 m      | Yannick Agnel (Q)         | 1 min 45 s 97  | Grégory Mallet (Q)  | 1 min 47 s 96  | Clément Mignon       | 1 min 48 s 29  |
| 400 m      | Damien Joly               | 3 min 50 s 05  | Jordan Pothain      | 3 min 52 s 30  | Joris Bouchaut       | 3 min 52 s 95  |
| 800 m      | Damien Joly (Q)           | 7 min 51 s 74  | Joris Bouchaut (Q)  | 7 min 56 s 39  | Anthony Pannier      | 7 min 59 s 95  |
| 1500 m     | Damien Joly (Q)           | 15 min 05 s 81 | Joris Bouchaut      | 15 min 17 s 55 | Marc-Antoine Olivier | 15 min 23 s 12 |
| Dos        |                           |                |                     |                |                      |                |
| 50 m       | Camille Lacourt (Q)       | 24 s 56        | Jérémy Stravius (Q) | 24 s 70        | Florent Manaudou     | 24 s 77        |
| 100 m      | Jérémy Stravius (Q)       | 53 s 46        | Camille Lacourt (Q) | 54 s 20        | Benjamin Stasiulis   | 54 s 50        |
| 200 m      | Benjamin Stasiulis (Q)    | 1 min 58 s 45  | Jérémy Stravius     | 1 min 59 s 07  | Éric Ress            | 2 min 00 s 71  |
| Brasse     |                           |                |                     |                |                      |                |
| 50 m       | Giacomo Perez-Dortona     | 27 s 59        | Thomas Dahlia       | 28 s 39        | Thibaut Capitaine    | 28 s 53        |
| 100 m      | Giacomo Perez-Dortona (Q) | 1 min 00 s 31  | Thomas Dahlia       | 1 min 01 s 32  | Quentin Coton        | 1 min 01 s 70  |
| 200 m      | Thomas Dahlia (Q)         | 2 min 11 s 49  | Quentin Coton       | 2 min 12 s 98  | William Debourges    | 2 min 15 s 31  |
| Papillon   |                           |                |                     |                |                      |                |
| 50 m       | Florent Manaudou (Q)      | 23 s 37        | Frédérick Bousquet  | 23 s 78        | Yonel Govindin       | 23 s 87        |
| 100 m      | Mehdy Metella (Q)         | 51 s 74        | Jordan Coelho       | 53 s 46        | Paul Lemaire         | 53 s 52        |
| 200 m      | Jordan Coelho             | 1 min 57 s 99  | Paul Lemaire        | 1 min 58 s 50  | Marvin Maisonneuve   | 1 min 59 s 42  |
| 4 nages    |                           |                |                     |                |                      |                |
| 200 m      | Ganesh Pedurand           | 2 min 01 s 83  | Guillaume Laure     | 2 min 02 s 81  | Yonel Govindin       | 2 min 03 s 36  |
| 400 m      | Nicolas d'Oriano          | 4 min 22 s 57  | Guillaume Laure     | 4 min 23 s 57  | Yannick Chatelain    | 4 min 24 s 97  |

### Podiums femmes
| Discipline | Or                    | Temps              | Argent                   | Temps          | Bronze                   | Temps          |
| Nage libre | Nage libre            | Nage libre         | Nage libre               | Nage libre     | Nage libre               | Nage libre     |
| ---------- | --------------------- | ------------------ | ------------------------ | -------------- | ------------------------ | -------------- |
| 50 m       | Anna Santamans (Q)    | 24 s 82            | Laurie Haag              | 25 s 36        | Béryl Gastaldello        | 25 s 41        |
| 100 m      | Charlotte Bonnet (Q)  | 53 s 94            | Béryl Gastaldello (Q)    | 53 s 98        | Cloé Hache               | 54 s 20        |
| 200 m      | Charlotte Bonnet (Q)  | 1 min 56 s 86      | Coralie Balmy (Q)        | 1 min 57 s 49  | Cloé Hache               | 1 min 58 s 97  |
| 400 m      | Coralie Balmy (Q)     | 4 min 07 s 51      | Ophélie-Cyrielle Étienne | 4 min 12 s 96  | Alizée Morel             | 4 min 13 s 92  |
| 800 m      | Coralie Balmy (Q)     | 8 min 31 s 10      | Sharon van Rouwendaal    | 8 min 38 s 75  | Julie Berthier           | 8 min 41 s 72  |
| 1500 m     | Julie Berthier        | 16 min 36 s 04     | Marion Brunel            | 16 min 41 s 73 | Adeline Furst            | 16 min 43 s 96 |
| Dos        |                       |                    |                          |                |                          |                |
| 50 m       | Béryl Gastaldello (Q) | 28 s 10 (RF)       | Mathilde Cini (Q)        | 28 s 42        | Camille Gheorghiu        | 28 s 64        |
| 100 m      | Béryl Gastaldello (Q) | 1 min 00 s 54      | Mathilde Cini (Q)        | 1 min 01 s 04  | Justine Ress             | 1 min 01 s 49  |
| 200 m      | Camille Gheorghiu     | 2 min 12 s 38      | Justine Ress             | 2 min 13 s 17  | Fantine Lesaffre         | 2 min 16 s 01  |
| Brasse     |                       |                    |                          |                |                          |                |
| 50 m       | Charlotte Bonnet      | 31 s 66            | Fanny Deberghes          | 31 s 73        | Adeline Williams         | 32 s 28        |
| 100 m      | Charlotte Bonnet (Q)  | 1 min 08 s 34      | Fanny Deberghes          | 1 min 09 s 60  | Adeline Martin           | 1 min 10 s 27  |
| 200 m      | Fanny Deberghes       | 2 min 28 s 08      | Lara Grangeon            | 2 min 28 s 34  | Adeline Martin           | 2 min 29 s 33  |
| Papillon   |                       |                    |                          |                |                          |                |
| 50 m       | Béryl Gastaldello (Q) | 25 s 92            | Mélanie Henique (Q)      | 26 s 17        | Marie Wattel             | 26 s 50        |
| 100 m      | Marie Wattel (Q)      | 58 s 35            | Béryl Gastaldello (Q)    | 58 s 57        | Justine Bruno Cloé Hache | 1 min 00 s 10  |
| 200 m      | Lara Grangeon (Q)     | 2 min 08 s 68      | Marie Wattel             | 2 min 09 s 87  | Camille Wishaupt         | 2 min 14 s 35  |
| 4 nages    |                       |                    |                          |                |                          |                |
| 200 m      | Charlotte Bonnet (Q)  | 2 min 12 s 14      | Lara Grangeon (Q)        | 2 min 13 s 27  | Fantine Lesaffre         | 2 min 16 s 00  |
| 400 m      | Lara Grangeon (Q)     | 4 min 37 s 55 (RF) | Fantine Lesaffre (Q)     | 4 min 42 s 94  | Adeline Martin           | 4 min 49 s 27  |

## Sources et références
1. ↑   La troisième place a été occupée par le belge Jonas Coreelman, en 2 min 13 s 36
2. ↑   La première place est revenue à la Hongroise Evelyn Verrasztó en 2 min 11 s 46
3. ↑   La deuxième place est revenue à la Hongroise Evelyn Verrasztó en 4 min 41 s 77